# Dragiša Pešić
Dragiša Pešić (in cirillico: Драгиша Пешић?; Danilovgrad, 8 agosto 1954 – Podgorica, 8 settembre 2016) è stato un politico montenegrino e jugoslavo, ultimo primo ministro della Repubblica Federale di Jugoslavia.

## Biografia
Pešić nacque a Danilovgrad, allora parte della Repubblica Socialista di Montenegro nella Repubblica Federativa Popolare di Jugoslavia. Studiò scienze economiche alla facoltà di economia dell'Università di Sarajevo.
Nel 1998 venne nominato ministro delle finanze della Repubblica Federale di Jugoslavia, quando il Partito Popolare Socialista del Montenegro di Momir Bulatović, avversario del Partito Democratico dei Socialisti di Milo Đukanović, divenne capo del governo. Dopo la caduta di Slobodan Milošević, l'Opposizione Democratica di Serbia compose stipulò un'alleanza con il Partito Popolare Socialista del Montenegro e provocò il boicottaggio delle Elezioni presidenziali in Jugoslavia del 2000 da parte di Đukanović, il quale rivendicò la necessità di rendere indipendente la Repubblica di Montenegro dalla Repubblica Federale di Jugoslavia. Pešić divenne Primo Ministro della Jugoslavia il 24 luglio 2001, dopo che Zoran Žižić si dimise dalla carica per protestare contro l'estradizione di Slobodan Milošević al Tribunale penale internazionale per l'ex-Jugoslavia.
Pešić morì l'8 settembre 2016 all'età di 62 anni.